# Харни (округ)
Округ Харни (англ. Harney County) располагается в штате Орегон, США. Официально образован в 1889 году. По состоянию на 2010 год, численность населения составляла 7422 человек.

## География
По данным Бюро переписи США, общая площадь округа равняется 26 485,366 км2, из которых 26 247,086 км2 суша и 238,280 км2 или 0,900 % это водоёмы.
Гора Стинс — самая выдающаяся географическая достопримечательность округа, она возвышается на высоту 9700 футов (3000 м) над уровнем моря и простирается на многие мили по территории, которая в остальном довольно равнинная. К югу от горы Стинс горы Пуэбло, к северу — бессточная область бассейн Харни, в нём находится два крупных озера: пресноводное Малур и солёно-щелочное Харни.
К юго-востоку от Стинса находится пустыня Алворда — самое засушливое место в Орегоне и горы Траут-Крик, которые простираются на юг до Невады.

## Население
По данным переписи населения 2000 года в округе проживает 7 609 жителей в составе 3 036 домашних хозяйств и 2 094 семей. Плотность населения составляет менее 1,00-го человека на км2. На территории округа насчитывается 3 533 жилых строений, при плотности застройки менее 1,00-го строения на км2. Расовый состав населения: белые — 91,93 %, афроамериканцы — 3,97 %, коренные американцы (индейцы) — 0,51 %, азиаты — 0,13 %, гавайцы — 0,07 %, представители других рас — 1,30 %, представители двух или более рас — 2,09 %. Испаноязычные составляли 4,15 % населения независимо от расы.
В составе 29,40 % из общего числа домашних хозяйств проживают дети в возрасте до 18 лет, 58,00 % домашних хозяйств представляют собой супружеские пары проживающие вместе, 6,80 % домашних хозяйств представляют собой одиноких женщин без супруга, 31,00 % домашних хозяйств не имеют отношения к семьям, 25,90 % домашних хозяйств состоят из одного человека, 10,20 % домашних хозяйств состоят из престарелых (65 лет и старше), проживающих в одиночестве. Средний размер домашнего хозяйства составляет 2,45 человека, и средний размер семьи 2,94 человека.
Возрастной состав округа: 26,00 % моложе 18 лет, 6,40 % от 18 до 24, 26,60 % от 25 до 44, 26,10 % от 45 до 64 и 26,10 % от 65 и старше. Средний возраст жителя округа 40 лет. На каждые 100 женщин приходится 102,90 мужчин. На каждые 100 женщин старше 18 лет приходится 98,20 мужчин.
Средний доход на домохозяйство в округе составлял 30 957 USD, на семью — 36 917 USD. Среднестатистический заработок мужчины был 27 386 USD против 21 773 USD для женщины. Доход на душу населения составлял 16 159 USD. Около 8,60 % семей и 11,80 % общего населения находились ниже черты бедности, в том числе — 12,70 % молодежи (тех, кому ещё не исполнилось 18 лет) и 13,90 % тех, кому было уже больше 65 лет.